# Francisco Javier Vergara y Velasco
Francisco Javier Vergara y Velasco (Popayán 1860 — Barranquilha 1914) foi um geógrafo, cartografo, historiador e militar colombiano.

## Vida e obra
Autor de múltiplas obras de história e geografia e de centenas de mapas, contam-se entre suas obras principais a Nueva Geografía de Colombia (1888, 1892 e 1901; versão definitiva publicada em 1902) e o Atlas completo de geografía colombiana (1906-1910), obra que mereceu o prêmio Charles Manoir da Sociedade Geográfica de París.
Membro de várias sociedades científicas, Vergara sosteve correspondência com geógrafos e historiadores de toda Europa e América, entre quais se destaca o geógrafo anarquista francês Elisée Reclus, cujo capítulo sobre a Colômbia na Nouvelle Géographie Universelle se basa principalmente nos trabalhos der Vergara y Velasco.
Sua obra serve como ponto de partida para o “estudo da história da formação territorial da Colômbia”. Vergara era “um autor erudito e crítico”, e “o seu pensamento geográfico não encaixava dentro dos parâmetros das ideologias geográficas dominantes no país no período”.

## Publicações (seleção)
- Nueva Geografía de Colombia (1888, 1892 e 1901)
- 1818 (Guerra de Independencia), Bogotá, Imprenta Nacional (1897)
- Atlas completo de geografía colombiana (1906-1910)
- Memoria sobre la construcción de una Nueva carta geográfica de Colombia y de un Atlas completo de geografía colombiana, Bogotá, Imprenta Eléctrica (1906)
- Tratado de metodología y crítica histórica y elementos de cronología colombiana, Bogotá, Imprenta Eléctrica (1907)
- Archivos Nacionales: índice analítico, metódico y descriptivo, Bogotá, Imprenta Nacional (1913)